# Ochraniacze przeciwśnieżne

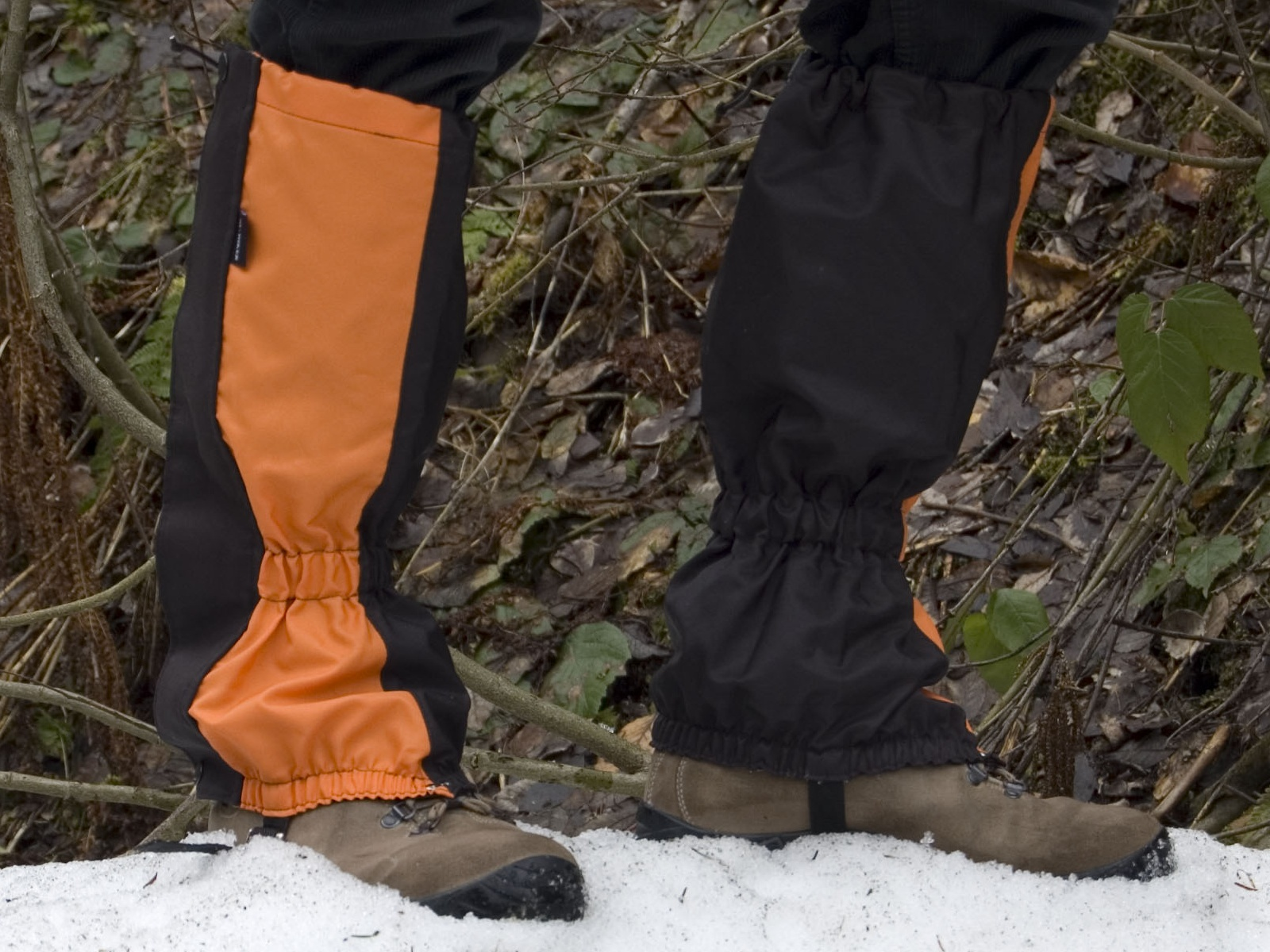
Stuptuty na nogach turysty

Ochraniacze przeciwśnieżne, pot. stuptuty (z franc. stop tout, „zatrzymaj wszystko”) – ochraniacze na nogi przeznaczone do poruszania się w trudnym terenie. Mają postać wyprofilowanej płachty materiału odpornego na zabrudzenia i przemakanie, której dwa przeciwległe końce można czasowo łączyć przy pomocy np. zamka błyskawicznego, rzepów bądź guzików. Po nałożeniu na spodnie stuptuty pokrywają nogi od kolan aż po kostki wraz z górnymi częściami butów. Odpowiednie umiejscowienie i dopasowanie ochraniaczy jest zapewniane przez paski lub gumki przebiegające pod podeszwami butów, a w wielu modelach dodatkowo także znajdujące się wyżej ściągacze. 
Główną funkcją stuptutów jest zapobieganie dostawaniu się zanieczyszczeń (śniegu, błota, kamieni itp.) do wnętrza butów. Chronią one także dolne części spodni przed zabrudzeniem, przemoczeniem oraz uszkodzeniami.  Z racji swoich zalet są wykorzystywane między innymi w turystyce oraz wojsku. Stosowane także jako część ubioru do jazdy konnej i w tym kontekście nazywane sztylpami.